# Självporträtt av en drömmare med öppna ögon
Självporträtt av en drömmare med öppna ögon, självbiografi av Artur Lundkvist, utgiven 1966.
Boken skildrar Lundkvists liv från barndomen i ett nordskånskt småbrukarhem till hans liv som författare, debattör och världsresenär. Den nominerades till Nordiska Rådets Litteraturpris 1967.

## Recension
Kjell Espmark, "Artur Lundkvist minns" i Albatrossen på däcket, Norstedts 2008.